# The Million Pound Drop
The Million Pound Drop (з англійської - «Падіння на мільйон фунтів») — британське телевізійне шоу, прем'єра якого відбулася 24 травня, 2010 року на телеканалі «Channel 4». Гра була адаптована у 44 країнах світу, зокрема в Україні вона називалась «Шоу на два мільйони». Вона вийшла на екрани у січні-березні 2011 на телеканалі 1+1, а ведучим був Андрій Доманський.

## Правила
Гравці беруть участь в програмі парами, кожна з яких на самому початку передачі відразу отримує 1 мільйон фунтів в 40 пачках по 25 000 фунтів в кожній. Після цього кожній парі належить відповісти на вісім питань, до чотирьох з яких додається чотири варіанти відповіді, до трьох наступним — три, а до останнього — лише два.
Для відповіді на питання учасників дається 1 хвилина, під час якої вони повинні поставити будь-яку суму на один або кілька варіантів відповіді. Поставити гроші можна тільки так, щоб один варіант (люк) із запропонованих залишився вільним. Люки неправильних варіантів відповіді відкриваються, і всі гроші, поставлені на них, провалюються. Гра закінчується у випадках: якщо гравці втратили всю суму, вони вибувають з гри або якщо гравці вірно відповіли на всі 8 питань, вони забирають з собою зі студії суму, яку зуміли зберегти.
Загальна сума виграшу за три роки становила майже £ 6 млн, а найбільший виграш сягав £ 300 000.

## Переможці
| Сезон            | Конкурсанти                | Дата                 | Сума призу                |
| ---------------- | -------------------------- | -------------------- | ------------------------- |
| 1                | Кеті та Енді Джексон       | 29 травня 2010 р.    | £ 75 000                  |
| 2                | Ларрі і Джордж Лемб        | 29 жовтня 2010       | £ 50 000                  |
| 2                | Джеймс і Рейчел            | 6 листопада 2010     | £ 25 000                  |
| 2                | Джонні та Ді               | 12 листопада 2010    | £ 25 000                  |
| 2                | Раян і Льюїс               | 13 листопада 2010    | £ 50 000                  |
| Різдвяний випуск | Раджан та Аніта            | 18 грудня 2010 р.    | £ 50 000                  |
| 3                | Джеймс і Лоренс            | 29 січня 2011        | £ 75 000                  |
| 3                | Рік і Софі                 | 4 лютого 2011        | 200 000 фунтів стерлінгів |
| 3                | Ребекка та Еймі            | 5 лютого 2011        | £ 75 000                  |
| 3                | Пол і Сара-Лу              | 5 лютого 2011        | £ 50 000                  |
| 3                | Арфі та Авві               | 18 лютого 2011       | £ 25 000                  |
| 3                | Крістл і Поліна            | 19 лютого 2011       | £ 25 000                  |
| 4                | Ендрю і Рейчел Флінтон     | 22 квітня 2011       | £ 25 000                  |
| 4                | Ріаз і Механаз             | 23 квітня 2011       | £ 25 000                  |
| 4                | Бен і Джоанна              | 29 квітня 2011       | £ 25 000                  |
| 4                | Карл і Шабз                | 30 квітня 2011       | £ 100 000                 |
| 4                | Клер і Наташа              | 7 травня 2011 р.     | £ 25 000                  |
| 4                | Еш і Джеймс                | 13 травня 2011 р.    | £ 100 000                 |
| 4                | Льюїс та Емі               | 20 травня 2011 р.    | £ 25 000                  |
| 4                | Марк і Ріс                 | 27 травня 2011 р.    | £ 50 000                  |
| 5                | Люк В і Люк П              | 2 вересня 2011 р.    | £ 100 000                 |
| 5                | Корел і Наталі             | 16 вересня 2011      | £ 75 000                  |
| 5                | Нік і Кеті                 | 16 вересня 2011      | £ 250 000                 |
| 5                | Дейв і Джанжел             | 24 вересня 2011 року | £ 200 000                 |
| 5                | Джек і Майкл Вайтголл      | 24 вересня 2011 року | £ 300 000                 |
| 5                | Джулі та Дейв              | 1 жовтня 2011        | £ 200 000                 |
| 5                | Стів та Тоні               | 7 жовтня 2011        | £ 200 000                 |
| 5                | Метт і Карен               | 7 жовтня 2011        | £ 75 000                  |
| Різдвяний випуск | Міккі і Майк Фланаган      | 5 грудня 2011        | £ 25 000                  |
| Різдвяний випуск | Лінн і Акбар               | 6 грудня 2011 р.     | £ 25 000                  |
| Різдвяний випуск | Сів і Крейг                | 7 грудня 2011        | £ 100 000                 |
| Різдвяний випуск | Джоно і Ліам               | 8 грудня 2011        | £ 25 000                  |
| Різдвяний випуск | Падді і Крістін Макгіннесс | 9 грудня 2011        | £ 275 000                 |
| 6                | Мартін і Луїза             | 14 січня 2012 р.     | £ 125 000                 |
| 6                | Шаніка та Шермайн          | 20 січня 2012        | £ 25 000                  |
| 6                | Дерек і Сем                | 28 січня 2012        | £ 25 000                  |
| 6                | Алекс і Карина             | 28 січня 2012        | £ 25 000                  |
| 6                | Кріс Мойлс та Енді Петерс  | 10 лотого 2012 року  | £ 25 000                  |
| 6                | Віяя і Джей                | 11 лютого 2012 р.    | £ 100 000                 |
| 7                | Люсі та Софі               | 30 березня 2012      | £ 50 000                  |
| 7                | Алан Карр і Мелані Сайкс   | 30 березня 2012      | £ 175 000                 |
| 7                | Нікі та Ліндсі             | 6 квітня 2012 р.     | £ 50 000                  |
| 7                | Вівеак і Преша             | 7 квітня 2012        | £ 25 000                  |
| 7                | Стюарт і Карен             | 14 квітня 2012 р.    | £ 125 000                 |
| 7                | Кріс О'Доуд і Давн Портер  | 21 квітня 2012       | £ 25 000                  |

## Версії в інших країнах

Країни у яких знімалась власна адаптація шоу (станом на вересень 2016)

Легенда:      В ефірі станом на 2017 рік        Було не тривалий дас в ефірі       Майбутні проекти      Невідомо  
| Країна/мова                 | Назва/переклад                                                                                      | Ведучий                                           | Канал                    | Головний приз                                               | Дата прем'єри                                                  |
| --------------------------- | --------------------------------------------------------------------------------------------------- | ------------------------------------------------- | ------------------------ | ----------------------------------------------------------- | -------------------------------------------------------------- |
| Афганістан                  | شما ومیلیون Ти і мільйони                                                                           | Мухтар Лашкарі                                    | 1TV                      | Af.1 000 000                                                | 15 лютого 2014                                                 |
| Албанія                     | 100 Milionë//100 мільйонів                                                                          | Ено Попі                                          | Top Channel              | 10 000 000 лек (100 000 000 старих лек)                     | 11 січня 2011                                                  |
| Аргентина                   | Salven el millón//Збережи мільйон                                                                   | Сусана Гіменес                                    | Telefe                   | AR$1 000 000                                                | 9 червня — 22 грудня 2011                                      |
| Аргентина                   | Salven los millones//Збережи мільйони                                                               | Сусана Гіменес                                    | Telefe                   | AR$2 000 000                                                | 23 травня 2013                                                 |
| Австралія                   | The Million Dollar Drop//Падіння на мільйон долар                                                   | Едді Макгвайр                                     | Nine Network             | A$1 000 000                                                 | 21 березня 2011 — 28 квітня 2011                               |
| Білорусь                    | Шоу Сто Миллионов Шоу сто мільйонів                                                                 | Георгій Колдун                                    | ONT                      | 100 000 000 Br                                              | 13 вересня 2014                                                |
| Бельгія//нідерландська мова | De val van een miljoen//Падіння одного мільйона                                                     | Еві Груяерт                                       | VIER                     | €1 000 000                                                  | 31 серпня 2013                                                 |
| Бразилія                    | Um Milhão na Mesa//Один мільйон на столі                                                            | Сільвіо Сантош                                    | SBT                      | R$1 000 000                                                 | 21 вересня — 14 грудня 2011                                    |
| Болгарія                    | Да ти паднат 100 хиляди                                                                             | Нікі Кунчев                                       | Nova                     | 100 000лв                                                   | 12 березня 2012                                                |
| Камбоджа                    | 200 Million Money Drop                                                                              | Чі Вібол                                          | Hang Meas HDTV           | ៛ 200 000 000                                               | 12 квітня 2014                                                 |
| Чилі                        | Atrapa los Millones//Спіймай мільйони (2012-14)                                                     | Дон Франциско                                     | Canal 13                 | CL$400 000 000                                              | 25 березня 2012                                                |
| Чилі                        | Atrapa los Millones — La apuesta de tus sueños//Спіймай мільйони — став на свої мрії (2015-наш час) | Діана Болоччо                                     | Canal 13                 | CL$100 000 000                                              | 09 березня 2015                                                |
| КНР                         | 最强喜事// (національна версія) Найсильніша подія                                                   | Ма Ке                                             | Guizhou TV               |                                                             | 24 липня 2011 — 25 грудня 2011                                 |
| КНР                         | 让梦想飞 (сезон 6, регіональна версія)                                                              | Янг Бо                                            | Shandong TV Life Channel | CN¥50 000(Weekday live edition) CN¥100 000(Weekend edition) | 16 червня 2014 — 13 лютого 2015 10 січня 2015                  |
| Колумбія                    | Millones por montones//Ставка на мільйон                                                            | Марія Хосе Барраса                                | Canal Caracol            | CO$1 000 000 000                                            | 25 July 2011                                                   |
| Хорватія                    | Kolo du miljon                                                                                      | Мальна Тарікс                                     | HRT 1                    | 2 000 000 Kn                                                | 10 листопада 2014                                              |
| Данія                       | Pengene på bordet//Гроші на столі                                                                   | Клаус Елмінг                                      | TV2                      | Kr. 2 000 000                                               | 23 березня 2013 all episodes were recorded in July 2012        |
| Єгипет                      | أنت والمليون Ти і мільйон                                                                           | Нагла Бадр                                        | Mehwar TV                | ج.م 1 000 000                                               | 24 лютого 2012                                                 |
| Естонія                     | Rahaauk// Гроші                                                                                     | Аларі Ківісаар                                    | TV3                      | €100 000                                                    | 12 вересня 2011                                                |
| Фінляндія                   | Suuret setelit//Великі банкноти                                                                     | Хейккі Паасонен                                   | MTV3                     | €100 000                                                    | 7 березня 2014                                                 |
| Франція                     | Money Drop//Грошове падіння                                                                         | Лоренс Боччоліні                                  | TF1                      | €250 000 + джекпот                                          | червень 2010 (пілотний проект) 1 серпня 2011 (регулярні серії) |
| Німеччина                   | Rette die Million!//Збережіть мільйон                                                               | Йорг Пілава                                       | ZDF                      | €1 000 000                                                  | 13 жовтня 2010 — 22 серпня 2013                                |
| Німеччина                   | Keep your Money//Збережіть свої гроші                                                               | Вайне Карпендалє                                  | Sat. 1                   | €250 000                                                    | 2015                                                           |
| Грузія                      | ფულთან თამაში! Phultan tamashi                                                                      | Дмитро Скіртладзе                                 | Imedi TV                 | ლ100 000                                                    | 10 квітня 2013                                                 |
| Греція                      | Money Drop//Падіння грошей                                                                          | Грігоріс Арнаутоглу                               | Mega Channel             | €300 000                                                    | 16 жовтня 2010                                                 |
| Греція                      | Money Drop//Падіння грошей                                                                          | Віккі Ставропулу                                  | Star Channel             | €300 000                                                    | жовтень 2017                                                   |
| Угорщина                    | A 40 Milliós Játszma//40-мільйонна гра                                                              | Ференц Ракочі                                     | TV2                      | 40 000 000 Ft                                               | 29 листопада 2010 — 22 березня 2013                            |
| Угорщина                    | Az 50 Milliós Játszma// 50-мільйонна гра                                                            | Клавдія Ліптаї (2015) Петер Майорош Майка (2017-) | TV2                      | 50 000 000 Ft                                               | 12 жовтня 2015 —                                               |
| Ісландія                    | Vertu viss//Будь впевнений                                                                          | Порхаллур Гуннарсон                               | RÚV                      | 10 000 000 kr                                               | листопад 2013                                                  |
| Індія//бенгальська мова     | কোটি টাকার বাজি//Ставка на мільйон рупій                                                                  | Джіт                                              | Star Jalsha              | руп 1 00 00 000                                             | 15 жовтня 2011 — 14 січня 2012                                 |
| Індія//каннада              | ಕಯ್ಯಲ್ಲಿ ಕೋತಿ — ಹೆಲ್ಬಿತ್ತು ಹೋದೀರಿ                                                                                | Сайкумар Пудіпедді                                | Udaya TV                 | руп 1 00 00 000                                             | 17 March 2012                                                  |
| Індія//малаям               | കൈയ്യില്‍ ഒരു കോടി//Один рух рукою                                                                           | Мамта Мохандас                                    | Surya TV                 | руп1 00 00 000                                              | 26 березня 2012                                                |
| Індія тамільська мова       | கையில் ஒரு கோடி — ஆர் யு ரெடி// Один рух рукою — ти готовий?                                                  | Ріші                                              | Sun TV                   | руп1 00 00 000                                              | 10 березня 2012                                                |
| Індія телугу                | కో అంటే కోటి — మే సొంతం చేస్కొండి                                                                                 | Джагапаті Бабу Джансі Лаксмі                      | Gemini TV                | руп1 00 00 000                                              | 26 березня 2012                                                |
| Індонезія                   | The Million Rupiah Drop                                                                             | Бен Касіафані                                     | Global TV                | Rp250 000 000                                               | 2017                                                           |
| Ізраїль                     | אל תפיל את המיליון//Не кидай мільйон                                                                | Ерез Таль                                         | Channel 2 (Keshet)       | ₪1 000 000                                                  | 13 жовтня 2010                                                 |
| Італія                      | The Money Drop                                                                                      | Джеррі Скотті                                     | Canale 5                 | €1 000 000                                                  | 12 грудня 2011 — 1 червня 2013                                 |
| Японія                      | 2000万円クイズ! マネードロップ Ігра на 20 000 000 єн! Гроші падають                                 | Юсуке Сантамарія                                  | TBS                      | JP¥20 000 000                                               | 31 жовтня 2012                                                 |
| Казахстан                   | Қырық Миллион Теңге Шоуы (Шоу на сорок мільйонів тенге)                                             | Абдель Мухтаров                                   | tv7                      | 40 000 000 ₸                                                | 22 січня 2011                                                  |
| Латвія                      | Paņem 100 000… ja vari//Візьміть 100 000 … якщо зможете                                             | Едгарс Лудянс                                     | TV3                      | €100 000                                                    | 1 жовтня 2011                                                  |
| Литва                       | 100 000 eurų grynais//100 000 євро готівкою                                                         | Мікутавічюс Марійонас                             | TV3                      | €100 000                                                    | 2 вересня 2011                                                 |
| Малайзія                    | RM 1 000 000 Money Drop                                                                             | AC Mizal                                          | Astro Ria                | RM1 000 000                                                 | 3 грудня 2011                                                  |
| Монголія                    | 50 саяын уналт//Падіння до 50 мільйонів                                                             |                                                   | Edutainment TV HD        | ₮50 000 000                                                 | січень 2013                                                    |
| Монголія                    | 80 саяын уналт//Падіння до 80 мільйонів                                                             | ₮80 000 000                                       | Edutainment TV HD        | 27 квітня 2016                                              |                                                                |
| М'янма                      | TBC                                                                                                 | TBC                                               | TBC                      | TBC                                                         | TBC 2017                                                       |
| Нідерланди                  | Show Me The Money//Покажи мені гроші                                                                | Б'ю ван Ервен Доренс                              | SBS 6                    | €1 000 000                                                  | 11 — 22 квітня 2011                                            |
| Нігер                       | N1 000 000 Money drop                                                                               | Фаруб Арлане                                      | DL 4                     | N1 000 000                                                  | 5 вересня 2015                                                 |
| Нігерія                     | The Money Drop                                                                                      | Гідеон Океке                                      | Africa Magic Omnitrix TV | US$100 000                                                  | 13 січня 2013 — наш час                                        |
| Норвегія                    | Pengene på bordet//Гроші на столі                                                                   | Стурла Берг-Йогансен                              | TV2                      | 2 000 000 kr                                                | 2012                                                           |
| Перу                        | Atrapa el Millón//Спіймати мільйон                                                                  | Моніка Зевальос                                   | ATV                      | S/.1 000 000                                                | 14 вересня 2014                                                |
| Філіппіни                   | The Million Peso Money Drop                                                                         | Вік Сотто                                         | TV5                      | Шаблон:Філіппінське песо                                    | 14 жовтня 2012 — 17 лютого 2013                                |
| Польща                      | Postaw na milion//Ставка на мільйон                                                                 | Лукаш Новіцкий                                    | TVP2                     | 1 000 000 zł                                                | 5 березня 2011                                                 |
| Португалія                  | The Money Drop — Entre a ganhar                                                                     | Тереза Гільєрме                                   | TVI                      | €100 000                                                    | 30 березня 2015 — 15 серпня 2015                               |
| Румунія                     | Cu banii jos//З грошами вниз                                                                        | Дан Негру                                         | Antena 1                 | €100 000                                                    | 19 вересня 2012                                                |
| Росія                       | Шоу десять миллионов//Шоу десять мільйонів                                                          | Максим Галкін                                     | Росія 1                  | 10 000 000 руб.                                             | 4 вересня 2010 — 14 червня 2014                                |
| Сербія                      | Multimilioner//Мультимільйонер                                                                      | Драган Николич                                    | RTV Pink                 | 10 000 000 RSD                                              | 13 вересня 2011                                                |
| Сінгапур англійська         | Million Dollar Money Drop                                                                           | Джордж Янг                                        | MediaCorp TV Channel 5   | S$1 000 000                                                 | 9 серпня 2011 — 2 листопада 2011                               |
| Словенія                    | Denar pada//Падіння грошей                                                                          | Йонас Жнідаршич                                   | Planet TV                | €100 000                                                    | 3 квітня 2013                                                  |
| ПАР//англійська мова        | Million Rand Money Drop                                                                             | Бусі Лураї                                        | M-Net Omnitrix TV        | R1 000 000                                                  | 10 квітня 2013                                                 |
| Іспанія                     | Atrapa un Millón//Спіймати мільйон                                                                  | Карлос Собера Артуро Вальс                        | Antena 3                 | €1 000 000 (вихідні)                                        | 4 лютого 2011 — 18 квітня 2012                                 |
| Іспанія                     | Atrapa un Millón Diario//Спіймати мільйон щодня                                                     | Карлос Собера Артуро Вальс                        | Antena 3                 | €200 000 (щодня)                                            | 4 квітня 2011 — 8 вересня 2014                                 |
| Іспанія                     | Atrapa dos Millones//Спіймати мільйони                                                              | Карлос Собера Артуро Вальс                        | Antena 3                 | €2 000 000 (спеціальний випуск)                             | 21 жовтня 2011                                                 |
| Швеція                      | Pengarna på bordet//Гроші на столі                                                                  | Петер Їхде                                        | TV4                      | 2 000 000kr                                                 | 3 жовтня 2011                                                  |
| Швеція                      | Miljonlotteriets pengarna på bordet//Мільйонна лотерея гроші на столі                               | Паоло Роберто                                     | TV4                      | 2 000 000kr                                                 | 1 жовтня 2013                                                  |
| Швейцарія німецька мова     | Die Millionen-Falle//Мільйонна пастка                                                               | Рене Ріндлісбахер                                 | SF1                      | 1 000 000 CHF                                               | 4 липня 2011                                                   |
| Таїланд                     | The money drop ไทยแลนด์                                                                              | Варавутх Джентанакул                              | Channel 7                | ฿2 000 000 + автомобіль                                     | 2 серпня 2014                                                  |
| Туреччина                   | Bir Milyon Canlı Para//Один мільйон живих грошей                                                    | Енгін Алтан Дюзиатан                              | Show TV                  | ₺1 000 000                                                  | 25 жовтня 2010 — жовтень 2011                                  |
| Туреччина                   | Bir Milyon Canlı Para//Один мільйон живих грошей                                                    | Мурат Басоглу                                     | Fox                      | ₺1 000 000                                                  | 9 вересня 2012—2012                                            |
| Туреччина                   | Bir Milyon Canlı Para//Один мільйон живих грошей                                                    | Месут Яр                                          | Kanal D                  | ₺1 000 000                                                  | 31 березня 2014                                                |
| Україна                     | Шоу На Два Мільйони                                                                                 | Андрій Доманський                                 | 1+1                      | ₴2 000 000                                                  | 12 січня — 30 березня 2011                                     |
| Велика Британія             | The Million Pound Drop                                                                              | Давіна Маккалл                                    | Channel 4                | £1 000 000                                                  | 24 травня 2010 — 20 березня 2015                               |
| Велика Британія             | The £100K Drop                                                                                      | Давіна Маккалл                                    | Channel 4                | £100 000                                                    | 2018                                                           |
| США                         | Million Dollar Money Drop                                                                           | Кевін Поллак                                      | Fox                      | US$1 000 000                                                | 20 грудня 2010 — 1 лютого 2011                                 |
| Уругвай                     | Salven el Millón//Збережіть мільйон                                                                 | Хорхе Піньєйруа                                   | Channel 10               | UY$1 000 000                                                | 21 серпня 2012                                                 |
| В'єтнам                     | Đừng để tiền rơi//Не дозволяйте впасти грошам                                                       | Хоанг Трунг Нгхія                                 | VTV                      | 200 000 000₫+9 000 000₫                                     | 16 січня 2014 — 30 квітня 2015                                 |
| В'єтнам                     | Đừng để tiền rơi//Не дозволяйте впасти грошам                                                       | Тханх Трунг                                       | VTV                      | 200 000 000₫                                                | 6 січня 2016 — 13 вересня 2017                                 |